# Ступники (Смоленская область)
 Ступники (Ступенки) — деревня в Смоленской области России, в Угранском районе. По состоянию на 2007 год постоянного населения не имеет. Расположена в восточной части области в 27 км к северо-востоку от Угры, в 4 км к северу от автодороги Р132 Вязьма — Калуга — Тула — Рязань, в 10 км к западу от границы с Калужской областью. Входит в состав Слободского сельского поселения.

## Достопримечательности
- Памятник археологии: Курганная группа (70 курганов высотой до 2 м) в окрестностях деревни. Насыпаны в XI — XIII веках.